# Élections municipales espagnoles de 1983
Les élections municipales espagnoles de 1983 se sont tenues le samedi 8 mai 1983. Elles ont permis d'élire les 67 505 conseillers municipaux des 7 781 municipalités espagnoles et les 1 024 membres des 38 députations provinciales,. Ces élections sont tenues en parallèle des élections régionales dans treize communautés autonomes, des élections municipales dans trois députations forales du Pays basque et des élections du conseil des dix îles des Baléares et des Canaries.

## Système électoral

### Élections municipales
En 1983, les communes espagnoles étaient des sociétés locales dotées d'une personnalité juridique indépendante. Elles étaient dotées d'un exécutif directeur, d'un conseil ou d'une corporation municipale, d'un maire, d'adjoints au maire et d'une assemblée plénière de conseillers. L'élection des assemblées locales se faisait au suffrage universel : tous les Espagnols d'au moins dix-huit ans, inscrits sur les listes électorales communales et jouissant pleinement de tous les droits civiques, avaient le droit de voter. Le maire est quant à lui élu par l'assemblée plénière, avec une clause légale prévoyant que le candidat du parti le plus voté soit automatiquement élu à ce poste au cas où aucun autre candidat ne recueillerait la majorité absolue des voix.
Les conseillers locaux sont élus selon la méthode D'Hondt (représentation proportionnelle à liste fermée), avec un seuil électoral de cinq pour cent des votes valides - qui comprenait des bulletins blancs - établi dans chaque conseil local. Les conseillers sont répartis dans les conseils municipaux selon le barème suivant :
| Population communale | Nombre de conseillers à élire                                                  |
| -------------------- | ------------------------------------------------------------------------------ |
| Moins de 250         | 5                                                                              |
| 251–1 000            | 7                                                                              |
| 1 001–2 000          | 9                                                                              |
| 2 001–5 000          | 11                                                                             |
| 5 001–10 000         | 13                                                                             |
| 10 001–20 000        | 17                                                                             |
| 20 001–50 000        | 21                                                                             |
| 50 001–100 000       | 25                                                                             |
| 100 001 et plus      | + 1 par tranche de 100 000 habitants + 1 si le nombre total est un nombre pair |

Les conseillers des municipalités comptant entre 25 et 250 habitants sont élus par un scrutin majoritaire plurinominal à liste ouverte, les électeurs votant pour un maximum de quatre candidats. De plus, les municipalités de moins de 25 habitants, ainsi que celles qui n'ont pas souhaité changer, devaient être organisées selon un système de conseil ouvert (en espagnol : régimen de concejo abierto) dans lequel les électeurs votent directement pour élire le maire,.
Le droit électoral espagnol prévoit que les partis, fédérations, coalitions et groupements d'électeurs sont autorisés à présenter des listes de candidats. Cependant, les groupements d'électeurs sont tenus d'obtenir la signature d'au moins 0,1% des électeurs inscrits dans la municipalité concernée – soit au moins 500 électeurs. Il est interdit aux électeurs de signer pour plus d'une liste de candidats. Parallèlement, les partis et fédérations ayant l'intention de former une coalition pour participer conjointement à une élection étaient tenus d'en informer la commission électorale compétente dans les dix jours suivant le déclenchement de l'élection.

### Députations et conseils insulaires
Les députations provinciales sont les institutions qui dirigent les provinces espagnoles. Elles ont un rôle d'administration des activités municipales et sont composées d'un président provincial, d'une administration et d'une assemblée plénière. Les provinces basques disposent quant à elles de députations forales, appelées Juntas Generales. Les communautés autonomes ne disposent pas de députations mais de parlements régionaux. Pour les provinces insulaires, comme les îles Baléares et Canaries, les députations sont remplacées par des conseils insulaires dans chacune des îles ou groupement d'îles. Pour Majorque, Minorque et Ibiza-Formentera, cette institution est connue en espagnol sous le nom consejo insular (en catalan : consell insular), tandis que pour la Grande Canarie, Tenerife, Fuerteventura, La Gomera, El Hierro, Lanzarote et La Palma, son nom est cabildo insular.
La plupart des députations sont élues au suffrage indirect par les conseillers municipaux de chaque district judiciaire. Les sièges sont attribués aux députations provinciales selon le barème suivant :
| Population communale | Nombre de sièges |
| -------------------- | ---------------- |
| Moins de 500,000     | 25               |
| 500 001–1 000 000    | 27               |
| 1 000 001 et plus    | 31               |
| Barcelone            | 51               |

Les conseils insulaires et les députations forales sont élues directement par les électeurs selon des règles électorales spécifiques,.

## Sondages d'opinion
| Société de sondage/Résultats définitifs | Date             | Taille de l'échantillon | Abstention | UCD  | PSOE | PCE  | AP–PDP–PL | CiU | PNV | HB  | ERC | EE  | CDS | Ind. | Avance du meilleur |
| --------------------------------------- | ---------------- | ----------------------- | ---------- | ---- | ---- | ---- | --------- | --- | --- | --- | --- | --- | --- | ---- | ------------------ |
| Élections municipales de 1983           | 8 mai 1983       | NC                      | 66,9%      | NC   | 43,0 | 8,2  | 26,4      | 4,2 | 2,2 | 0,9 | 0,5 | 0,4 | 1,8 | NC   | 16,6 pts           |
| Metra Seis/Tiempo                       | 11–15 avril 1983 | ?                       | ?          | NC   | 49,9 | 4,2  | 17,6      | 6,4 | 6,4 | 6,4 | 6,4 | 6,4 | 1,3 | 2,1  | 32,3 pts           |
| Élections municipales de 1979           | 3 avril 1979     | NC                      | 62,5%      | 30,9 | 28,2 | 13,0 | 3,1       | 3,1 | 2,2 | 1,0 | 0,6 | 0,4 | NC  | NC   | 2,7 pts            |

## Résultats
Les tableaux suivants présentent les résultats des élections municipales espagnoles de 1983,.

### Résultats globaux
| Partis et coalitions | Suffrage universel | Suffrage universel | Suffrage universel | Conseillers municipaux | Conseillers municipaux |
| Partis et coalitions | Votes              | %                  | ±pp                | Total                  | +/−                    |
| --- | ------------------ | ------------------ | ------------------ | ---------------------- | ---------------------- |
| Parti Socialiste Ouvrier Espagnol (PSOE) | 7 883 502          | 43,05              | +14,90             | 23 729                 | +11 660                |
| Coalition Populaire (AP–PDP–UL)1 | 4 843 665          | 26,45              | +23,38             | 21 076                 | +18 693                |
| Parti Communiste d'Espagne (PCE) | 1 499 907          | 8,19               | –4,86              | 2 495                  | –1 230                 |
| Convergence et Union (CiU) | 763 758            | 4,17               | +1,07              | 3 329                  | +1 547                 |
| Parti Nationaliste Basque (EAJ/PNV) | 407 908            | 2,23               | +0,03              | 1 322                  | +229                   |
| Centre Démocratique et Social (CDS) | 333 001            | 1,82               | Primo-arrivant     | 658                    | +658                   |
| Parti Galléguiste–Coalition Galléguiste (PG–CIGA)2 | 169 711            | 0,93               | +0,51              | 872                    | +731                   |
| Herri Batasuna (HB) | 158 163            | 0,86               | –0,14              | 385                    | +118                   |
| Parti Démocrate Libéral (PDL) | 145 982            | 0,80               | Primo-arrivant     | 861                    | +861                   |
| Parti Socialiste d'Andalousie–Parti Andaloux (PSA–PA) | 110 780            | 0,60               | –0,90              | 146                    | –113                   |
| Parti Régionaliste Aragonais (PAR) | 105 956            | 0,58               | +0,22              | 1 120                  | +844                   |
| Gauche Rrépublicaine de Catalogne (ERC) | 85 198             | 0,47               | –0,16              | 155                    | –55                    |
| Gauche Basque (EE) | 76 950             | 0,42               | +0,06              | 121                    | +37                    |
| Parti Communiste Catalan (PCC) | 67 214             | 0,37               | Primo-arrivant     | 61                     | +61                    |
| Groupe d'Indépendants de Tenerife (ATI) | 66 140             | 0,36               | Primo-arrivant     | 85                     | +85                    |
| Bloc Nationaliste Galicien (BNG)3 | 50 400             | 0,28               | –0,20              | 118                    | –140                   |
| Union Populaire Canarie–Assemblée Canarie (UPC–AC) | 45 534             | 0,25               | –0,09              | 51                     | +21                    |
| Union Majorquine (UM) | 37 956             | 0,21               | Primo-arrivant     | 140                    | +140                   |
| Union du Peuple Navarrais (UPN) | 33 111             | 0,18               | +0,11              | 79                     | +69                    |
| Union du Peuple Valencien (UPV)4 | 29 389             | 0,16               | +0,09              | 35                     | +23                    |
| Parti Socialiste des Travailleurs (PST) | 27 168             | 0,15               | Primo-arrivant     | 0                      | ±0                     |
| Groupe Provincial Indépendant de Ciudad Real (APICR) | 21 752             | 0,12               | Primo-arrivant     | 77                     | +77                    |
| Estrémadure Unie (EU) | 21 513             | 0,12               | Primo-arrivant     | 202                    | +202                   |
| Gauche Galicienne (EG) | 19 173             | 0,10               | Primo-arrivant     | 22                     | +22                    |
| Organisation Indépendante Valencienne (OIV) | 16 735             | 0,09               | Primo-arrivant     | 63                     | +63                    |
| Parti Régionaliste de Cantabrie (PRC) | 13 644             | 0,07               | –0,08              | 63                     | –18                    |
| Parti Indépendant Galicien (PGI) | 12 763             | 0,07               | Primo-arrivant     | 39                     | +39                    |
| Parti Cantonal (PCAN) | 12 363             | 0,07               | –0,02              | 5                      | –2                     |
| Parti socialiste de Majorque–Parti Socialiste des Îles (PSM–PSI) | 11 925             | 0,07               | +0,02              | 32                     | +21                    |
| Candidature Unie des Travailleurs (CUT) | 11 691             | 0,06               | +0,03              | 51                     | +18                    |
| Bloc Agraire–Parti Rural Espagnol (BAR–PRE) | 10 298             | 0,06               | +0,03              | 210                    | +102                   |
| Parti communiste ouvrier espagnol (PCOE) | 10 098             | 0,06               | +0,01              | 0                      | –1                     |
| Parti Progressif Riojan (PRP) | 9 788              | 0,05               | Primo-arrivant     | 97                     | +97                    |
| Parti Indépendant d'Almería (PIDA) | 8 823              | 0,05               | Primo-arrivant     | 62                     | +62                    |
| Parti du Pays Canari (PPC) | 8 338              | 0,05               | +0,02              | 17                     | +9                     |
| Parti Libéral Canari (PCL) | 7 530              | 0,04               | Primo-arrivant     | 3                      | +3                     |
| Phalange Espagnole de la CNSO (FE–JONS) | 7 336              | 0,04               | +0,02              | 13                     | +2                     |
| Autres | 1 082 823          | 5,91               | —                  | 9 518                  | –35 128                |
| Votes blancs | 84 973             | 0,46               | +0,34              |                        |                        |
| Total | 18 312 959         | 100,00             | —                  | 67 312                 | –193                   |
| Votes valides | 18 312 959         | 99,69              | +0,93              |                        |                        |
| Votes nuls | 57 341             | 0,31               | –0,93              |                        |                        |
| Total des votes | 18 370 300         | 66,86              | +4,35              |                        |                        |
| Abstention | 9 104 620          | 33,14              | –4,35              |                        |                        |
| Nombre total d'électeurs | 27 474 920         |                    |                    |                        |                        |
| 1 Les résultats de la Coalition Populaire sont comparés avec ceux de la Coalition Démocratique aux élections de 1979. 2 Les résultats du groupe Parti Galléguiste–Coalition Galléguiste sont comparés avec ceux de l'Union Galicienne aux élections de 1979. 3 Les résultats du Bloc Nationaliste Galicien sont comparés avec ceux du Bloc Galicien National-Populaire aux élections de 1979. 4 Les résultats de l'Union du Peuple Valencien sont comparés avec ceux du Parti nationaliste du Pays valencien aux élections de 1979. |                    |                    |                    |                        |                        |

### Par ville
Le tableau suivant regroupe les partis qui ont fait les meilleurs scores dans les capitales provinciales (indiquées en gras), ainsi que dans les municipalités de 75 000 habitants ou plus.
| Ville                        | Population | Parti précédemment au pouvoir                         | Parti nouvellement au pouvoir                                         |
| ---------------------------- | ---------- | ----------------------------------------------------- | --------------------------------------------------------------------- |
| La Corogne                   | 231 721    | Union du Centre Démocratique (UCD)                    | Parti Socialiste Ouvrier Espagnol (PSOE)                              |
| Albacete                     | 116 484    | Parti Socialiste Ouvrier Espagnol (PSOE)              | Parti Socialiste Ouvrier Espagnol (PSOE)                              |
| Alcalá de Henares            | 137 169    | Parti Socialiste Ouvrier Espagnol (PSOE)              | Parti Socialiste Ouvrier Espagnol (PSOE)                              |
| Alcorcón                     | 140 957    | Parti Socialiste Ouvrier Espagnol (PSOE)              | Parti Socialiste Ouvrier Espagnol (PSOE)                              |
| Algésiras                    | 85 390     | Parti Communiste d'Espagne (PCE)                      | Parti Socialiste Ouvrier Espagnol (PSOE)                              |
| Alicante                     | 245 963    | Parti Socialiste Ouvrier Espagnol (PSOE)              | Parti Socialiste Ouvrier Espagnol (PSOE)                              |
| Almería                      | 140 745    | Parti Socialiste Ouvrier Espagnol (PSOE)              | Parti Socialiste Ouvrier Espagnol (PSOE)                              |
| Ávila                        | 40 173     | Union du Centre Démocratique (UCD)                    | Coalition Populaire (AP–PDP–UL)                                       |
| Avilés                       | ?          | Parti Socialiste Ouvrier Espagnol (PSOE)              | Parti Socialiste Ouvrier Espagnol (PSOE)                              |
| Badajoz                      | 111 456    | Union du Centre Démocratique (UCD)                    | Parti Socialiste Ouvrier Espagnol (PSOE)                              |
| Badalone                     | 231 175    | Parti Socialiste Unifié de Catalogne (PSUC)           | Parti des Socialistes de Catalogne (PSC–PSOE)                         |
| Barakaldo                    | 118 615    | Parti Nationaliste Basque (EAJ/PNV)                   | Parti Socialiste Ouvrier Espagnol (PSOE)                              |
| Barcelone                    | 1 771 998  | Parti des Socialistes de Catalogne (PSC–PSOE)         | Parti des Socialistes de Catalogne (PSC–PSOE)                         |
| Bilbao                       | 433 115    | Parti Nationaliste Basque (EAJ/PNV)                   | Parti Nationaliste Basque (EAJ/PNV)                                   |
| Burgos                       | 152 545    | Union du Centre Démocratique (UCD)                    | Coalition Populaire (AP–PDP–UL)                                       |
| Cáceres                      | 65 758     | Union du Centre Démocratique (UCD)                    | Parti Socialiste Ouvrier Espagnol (PSOE)                              |
| Cadix                        | 156 711    | Parti Socialiste Ouvrier Espagnol (PSOE)              | Parti Socialiste Ouvrier Espagnol (PSOE)                              |
| Carthagène                   | 167 936    | Union du Centre Démocratique (UCD)                    | Parti Socialiste Ouvrier Espagnol (PSOE, puis le PCAN en 1987)        |
| Castellón de la Plana        | 124 487    | Parti Socialiste Ouvrier Espagnol (PSOE)              | Parti Socialiste Ouvrier Espagnol (PSOE)                              |
| Ciudad Real                  | 50 151     | Union du Centre Démocratique (UCD)                    | Coalition Populaire (AP–PDP–UL, puis l'AICR en 1987)                  |
| Cordoue                      | 279 386    | Parti Communiste d'Espagne (PCE)                      | Parti Communiste d'Espagne (PCE)                                      |
| Cornellà de Llobregat        | 91 313     | Parti Socialiste Unifié de Catalogne (PSUC)           | Parti Socialiste Unifié de Catalogne (PSUC, puis le PSC–PSOE en 1985) |
| Cuenca                       | 40 007     | Union du Centre Démocratique (UCD)                    | Coalition Populaire (AP–PDP–UL, puis le PDP en 1987)                  |
| Elche                        | 164 779    | Parti Socialiste Ouvrier Espagnol (PSOE)              | Parti Socialiste Ouvrier Espagnol (PSOE)                              |
| Ferrol                       | 87 691     | Parti Socialiste Ouvrier Espagnol (PSOE)              | Parti Socialiste Ouvrier Espagnol (PSOE)                              |
| Fuenlabrada                  | 78 096     | Parti Socialiste Ouvrier Espagnol (PSOE)              | Parti Socialiste Ouvrier Espagnol (PSOE)                              |
| Getafe                       | 126 558    | Parti Socialiste Ouvrier Espagnol (PSOE)              | Parti Socialiste Ouvrier Espagnol (PSOE)                              |
| Gijón                        | ?          | Parti Socialiste Ouvrier Espagnol (PSOE)              | Parti Socialiste Ouvrier Espagnol (PSOE)                              |
| Gérone                       | 65 586     | Parti des Socialistes de Catalogne (PSC–PSOE)         | Parti des Socialistes de Catalogne (PSC–PSOE)                         |
| Grenade                      | 246 642    | Parti Socialiste Ouvrier Espagnol (PSOE)              | Parti Socialiste Ouvrier Espagnol (PSOE)                              |
| Guadalajara                  | 55 137     | Parti Socialiste Ouvrier Espagnol (PSOE)              | Parti Socialiste Ouvrier Espagnol (PSOE)                              |
| Huelva                       | 127 822    | Parti Socialiste Ouvrier Espagnol (PSOE)              | Parti Socialiste Ouvrier Espagnol (PSOE)                              |
| Huesca                       | 41 455     | Union du Centre Démocratique (UCD)                    | Parti Socialiste Ouvrier Espagnol (PSOE)                              |
| Jaén                         | 95 783     | Parti Socialiste Ouvrier Espagnol (PSOE)              | Parti Socialiste Ouvrier Espagnol (PSOE)                              |
| Jerez de la Frontera         | 175 653    | Parti Socialiste d'Andalousie–Parti Andaloux (PSA–PA) | Parti Socialiste d'Andalousie–Parti Andaloux (PSA–PA)                 |
| L'Hospitalet de Llobregat    | 291 066    | Parti des Socialistes de Catalogne (PSC–PSOE)         | Parti des Socialistes de Catalogne (PSC–PSOE)                         |
| Las Palmas                   | 360 098    | Union du Centre Démocratique (UCD)                    | Parti Socialiste Ouvrier Espagnol (PSOE)                              |
| Leganés                      | 163 910    | Parti Socialiste Ouvrier Espagnol (PSOE)              | Parti Socialiste Ouvrier Espagnol (PSOE)                              |
| León                         | 127 095    | Union du Centre Démocratique (UCD)                    | Indépendant                                                           |
| Lérida                       | 109 397    | Parti des Socialistes de Catalogne (PSC–PSOE)         | Parti des Socialistes de Catalogne (PSC–PSOE)                         |
| Logroño                      | 109 536    | Union du Centre Démocratique (UCD)                    | Parti Socialiste Ouvrier Espagnol (PSOE)                              |
| Lugo                         | 72 574     | Union du Centre Démocratique (UCD)                    | Coalition Populaire (AP–PDP–UL, puis le CPG en 1987)                  |
| Madrid                       | 3 158 818  | Parti Socialiste Ouvrier Espagnol (PSOE)              | Parti Socialiste Ouvrier Espagnol (PSOE)                              |
| Málaga                       | 502 232    | Parti Socialiste Ouvrier Espagnol (PSOE)              | Parti Socialiste Ouvrier Espagnol (PSOE)                              |
| Mataró                       | 98 589     | Parti des Socialistes de Catalogne (PSC–PSOE)         | Parti des Socialistes de Catalogne (PSC–PSOE)                         |
| Móstoles                     | 150 259    | Parti Socialiste Ouvrier Espagnol (PSOE)              | Parti Socialiste Ouvrier Espagnol (PSOE)                              |
| Murcie                       | 284 585    | Parti Socialiste Ouvrier Espagnol (PSOE)              | Parti Socialiste Ouvrier Espagnol (PSOE)                              |
| Orense                       | 94 346     | Union du Centre Démocratique (UCD)                    | Coalition Populaire (AP–PDP–UL)                                       |
| Oviedo                       | ?          | Union du Centre Démocratique (UCD)                    | Parti Socialiste Ouvrier Espagnol (PSOE)                              |
| Palencia                     | 71 716     | Union du Centre Démocratique (UCD)                    | Coalition Populaire (AP–PDP–UL)                                       |
| Palma                        | 290 372    | Parti Socialiste Ouvrier Espagnol (PSOE)              | Parti Socialiste Ouvrier Espagnol (PSOE)                              |
| Pampelune                    | 177 906    | Parti Socialiste Ouvrier Espagnol (PSOE)              | Parti Socialiste Ouvrier Espagnol (PSOE)                              |
| Pontevedra                   | 64 184     | Union du Centre Démocratique (UCD)                    | Coalition Populaire (AP–PDP–UL, puis l'IG en 1987)                    |
| Reus                         | 81 182     | Parti des Socialistes de Catalogne (PSC–PSOE)         | Parti des Socialistes de Catalogne (PSC–PSOE)                         |
| Sabadell                     | 189 147    | Parti Socialiste Unifié de Catalogne (PSUC)           | Parti Socialiste Unifié de Catalogne (PSUC)                           |
| Salamanque                   | 153 981    | Parti Socialiste Ouvrier Espagnol (PSOE)              | Parti Socialiste Ouvrier Espagnol (PSOE)                              |
| San Cristóbal de La Laguna   | 106 146    | Parti Socialiste Ouvrier Espagnol (PSOE)              | Parti Socialiste Ouvrier Espagnol (PSOE)                              |
| Saint-Sébastien              | 172 303    | Parti Nationaliste Basque (EAJ/PNV)                   | Parti Nationaliste Basque (EAJ/PNV)                                   |
| Sant Boi de Llobregat        | 74 291     | Parti des Socialistes de Catalogne (PSC–PSOE)         | Parti des Socialistes de Catalogne (PSC–PSOE)                         |
| Santa Coloma de Gramenet     | 139 859    | Parti Socialiste Unifié de Catalogne (PSUC)           | Parti Socialiste Unifié de Catalogne (PSUC)                           |
| Santa Cruz de Tenerife       | 185 899    | Union du Centre Démocratique (UCD)                    | Groupe d'Indépendants de Tenerife (ATI)                               |
| Santander                    | 179 694    | Union du Centre Démocratique (UCD)                    | Coalition Populaire (AP–PDP–UL)                                       |
| Saint-Jacques-de-Compostelle | 82 404     | Parti Démocrate Libéral (PDL)                         | Parti Socialiste Ouvrier Espagnol (PSOE, puis l'AP en 1986)           |
| Ségovie                      | 50 759     | Union du Centre Démocratique (UCD)                    | Parti Socialiste Ouvrier Espagnol (PSOE, puis le PDP en 1986)         |
| Séville                      | 645 817    | Parti Socialiste d'Andalousie–Parti Andaloux (PSA–PA) | Parti Socialiste Ouvrier Espagnol (PSOE)                              |
| Soria                        | 30 326     | Union du Centre Démocratique (UCD)                    | Coalition Populaire (AP–PDP–UL, puis le PL en 1987)                   |
| Tarragone                    | 112 238    | Parti des Socialistes de Catalogne (PSC–PSOE)         | Parti des Socialistes de Catalogne (PSC–PSOE)                         |
| Terrassa                     | 164 218    | Parti des Socialistes de Catalogne (PSC–PSOE)         | Parti des Socialistes de Catalogne (PSC–PSOE)                         |
| Teruel                       | 25 935     | Union du Centre Démocratique (UCD)                    | Indépendant (puis le PAR en 1986)                                     |
| Tolède                       | 54 335     | Union du Centre Démocratique (UCD)                    | Parti Socialiste Ouvrier Espagnol (PSOE)                              |
| Torrejón de Ardoz            | 75 599     | Parti Socialiste Ouvrier Espagnol (PSOE)              | Parti Socialiste Ouvrier Espagnol (PSOE)                              |
| Valence                      | 744 748    | Parti Socialiste Ouvrier Espagnol (PSOE)              | Parti Socialiste Ouvrier Espagnol (PSOE)                              |
| Valladolid                   | 320 293    | Parti Socialiste Ouvrier Espagnol (PSOE)              | Parti Socialiste Ouvrier Espagnol (PSOE)                              |
| Vigo                         | 261 331    | Parti Socialiste Ouvrier Espagnol (PSOE)              | Parti Socialiste Ouvrier Espagnol (PSOE)                              |
| Vitoria-Gasteiz              | 189 533    | Parti Nationaliste Basque (EAJ/PNV)                   | Parti Nationaliste Basque (EAJ/PNV, puis l'EA en 1986)                |
| Zamora                       | 58 560     | Union du Centre Démocratique (UCD)                    | Parti Socialiste Ouvrier Espagnol (PSOE)                              |
| Saragosse                    | 571 855    | Parti Socialiste Ouvrier Espagnol (PSOE)              | Parti Socialiste Ouvrier Espagnol (PSOE)                              |

## Députations provinciales

### Résultats globaux
| Partis et coalitions | Sièges | Sièges |
| Partis et coalitions | Total  | +/−    |
| --- | ------ | ------ |
| Parti Socialiste Ouvrier Espagnol (PSOE) | 527    | +248   |
| Coalition Populaire (AP–PDP–UL)1 | 350    | +321   |
| Convergence et Union (CiU) | 49     | +4     |
| Parti Communiste d'Espagne (PCE) | 35     | –27    |
| Parti Galléguiste–Coalition Galléguiste (PG–CIGA)2 | 21     | +19    |
| Parti Régionaliste Aragonais (PAR) | 12     | +8     |
| Centre Démocratique et Social (CDS) | 8      | +8     |
| Parti Socialiste d'Andalousie–Parti Andaloux (PSA–PA) | 4      | +2     |
| Groupe d'Électeurs Indépendants (ADEI) | 3      | +3     |
| Parti Démocrate Libéral (PDL) | 2      | +2     |
| Groupe Provincial Indépendant de Ciudad Real (APICR) | 2      | +2     |
| Bloc Nationaliste Galicien (BNG)3 | 1      | –2     |
| Estrémadure Unie (EU) | 1      | +1     |
| Bloc Agraire–Parti Rural Espagnol (BAR–PRE) | 1      | =      |
| Autres | 8      | –717   |
| Total | 1 024  | –128   |
| 1 Les résultats de la Coalition Populaire sont comparés à ceux de la Coalition Démocratique aux élections de 1979. 2 Les résultats du groupe Parti Galléguiste–Coalition Galléguiste sont comparés avec ceux de l'Union Galicienne aux élections de 1979. 3 Les résultats du Bloc Nationaliste Galicien sont comparés avec ceux du Bloc Galicien National-Populaire aux élections de 1979. |        |        |

### Par députation
| Province    | Parti précédemment au pouvoir                 | Parti nouvellement au pouvoir                             |
| ----------- | --------------------------------------------- | --------------------------------------------------------- |
| La Corogne  | Union du Centre Démocratique (UCD)            | Coalition Populaire (AP–PDP–UL)                           |
| Albacete    | Parti Socialiste Ouvrier Espagnol (PSOE)      | Parti Socialiste Ouvrier Espagnol (PSOE)                  |
| Alicante    | Union du Centre Démocratique (UCD)            | Parti Socialiste Ouvrier Espagnol (PSOE)                  |
| Almería     | Union du Centre Démocratique (UCD)            | Parti Socialiste Ouvrier Espagnol (PSOE)                  |
| Ávila       | Union du Centre Démocratique (UCD)            | Coalition Populaire (AP–PDP–UL)                           |
| Badajoz     | Union du Centre Démocratique (UCD)            | Parti Socialiste Ouvrier Espagnol (PSOE)                  |
| Barcelone   | Parti des Socialistes de Catalogne (PSC–PSOE) | Parti des Socialistes de Catalogne (PSC–PSOE)             |
| Burgos      | Union du Centre Démocratique (UCD)            | Coalition Populaire (AP–PDP–UL)                           |
| Cáceres     | Union du Centre Démocratique (UCD)            | Parti Socialiste Ouvrier Espagnol (PSOE)                  |
| Cadix       | Parti Socialiste Ouvrier Espagnol (PSOE)      | Parti Socialiste Ouvrier Espagnol (PSOE)                  |
| Castellón   | Union du Centre Démocratique (UCD)            | Parti Socialiste Ouvrier Espagnol (PSOE)                  |
| Ciudad Real | Union du Centre Démocratique (UCD)            | Parti Socialiste Ouvrier Espagnol (PSOE)                  |
| Cordoue     | Union du Centre Démocratique (UCD)            | Parti Socialiste Ouvrier Espagnol (PSOE)                  |
| Cuenca      | Union du Centre Démocratique (UCD)            | Coalition Populaire (AP–PDP–UL)                           |
| Gérone      | Convergence et Union (CiU)                    | Convergence et Union (CiU)                                |
| Grenade     | Union du Centre Démocratique (UCD)            | Indépendant                                               |
| Guadalajara | Union du Centre Démocratique (UCD)            | Coalition Populaire (AP–PDP–UL)                           |
| Huelva      | Union du Centre Démocratique (UCD)            | Parti Socialiste Ouvrier Espagnol (PSOE)                  |
| Huesca      | Union du Centre Démocratique (UCD)            | Parti Socialiste Ouvrier Espagnol (PSOE)                  |
| Jaén        | Parti Socialiste Ouvrier Espagnol (PSOE)      | Parti Socialiste Ouvrier Espagnol (PSOE)                  |
| León        | Union du Centre Démocratique (UCD)            | Parti Socialiste Ouvrier Espagnol (PSOE)                  |
| Lérida      | Union du Centre Démocratique (UCD)            | Parti des Socialistes de Catalogne (PSC–PSOE)             |
| La Rioja    | Union du Centre Démocratique (UCD)            | NC                                                        |
| Lugo        | Union du Centre Démocratique (UCD)            | Coalition Populaire (AP–PDP–UL)                           |
| Málaga      | Parti Socialiste Ouvrier Espagnol (PSOE)      | Parti Socialiste Ouvrier Espagnol (PSOE)                  |
| Madrid      | Parti Socialiste Ouvrier Espagnol (PSOE)      | NC                                                        |
| Murcia      | Parti Socialiste Ouvrier Espagnol (PSOE)      | NC                                                        |
| Ourense     | Union du Centre Démocratique (UCD)            | Coalition Populaire (AP–PDP–UL)                           |
| Oviedo      | Union du Centre Démocratique (UCD)            | NC                                                        |
| Palencia    | Union du Centre Démocratique (UCD)            | Coalition Populaire (AP–PDP–UL)                           |
| Pontevedra  | Union du Centre Démocratique (UCD)            | Coalition Populaire (AP–PDP–UL)                           |
| Salamanque  | Union du Centre Démocratique (UCD)            | Parti Socialiste Ouvrier Espagnol (PSOE)                  |
| Santander   | Union du Centre Démocratique (UCD)            | NC                                                        |
| Ségovie     | Union du Centre Démocratique (UCD)            | Coalition Populaire (AP–PDP–UL)                           |
| Séville     | Parti Socialiste Ouvrier Espagnol (PSOE)      | Parti Socialiste Ouvrier Espagnol (PSOE)                  |
| Soria       | Union du Centre Démocratique (UCD)            | Groupe d'Électeurs Indépendants (ADEI, puis l'AP en 1985) |
| Tarragone   | Convergence et Union (CiU)                    | Convergence et Union (CiU)                                |
| Teruel      | Union du Centre Démocratique (UCD)            | Parti Socialiste Ouvrier Espagnol (PSOE)                  |
| Tolède      | Union du Centre Démocratique (UCD)            | Coalition Populaire (AP–PDP–UL)                           |
| Valence     | Parti Socialiste Ouvrier Espagnol (PSOE)      | Parti Socialiste Ouvrier Espagnol (PSOE)                  |
| Valladolid  | Union du Centre Démocratique (UCD)            | Parti Socialiste Ouvrier Espagnol (PSOE)                  |
| Zamora      | Union du Centre Démocratique (UCD)            | Coalition Populaire (AP–PDP–UL)                           |
| Saragosse   | Union du Centre Démocratique (UCD)            | Parti Socialiste Ouvrier Espagnol (PSOE)                  |